# ذى جادله السفلى (الظهار)

تعديل مصدري - تعديل

ذى جادله السفلى محلة تابعة لقرية ذى جادلة، التابعة لعزلة ثواب الاسفل بمديرية الظهار إحدى مديريات محافظة إب في الجمهورية اليمنية.، بلغ تعداد سكانها 208 حسب تعداد اليمن لعام 2004.